# Bernard Gilpin

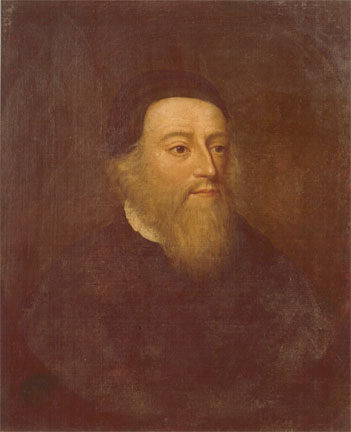
17de-eeuws portret van Bernard Gilpin, eigendom van zijn familie

Bernard Gilpin (Kentmere, 1517 – Houghton-le-Lente, 4 maart 1583), ook bekend als de apostel van het noorden, was een Engelse theoloog en kapelaan voor de Anglicaanse Kerk in Antwerpen.

## Biografie

### Opleiding
Bernard Gilpin stamt af van een familie uit Westmorland, en werd geboren in Kentmere. Hij genoot een opleiding Universiteit van Oxford (Queen's College) waar hij in 1540 een B.A. diploma behaalde, in 1542 M.A. en ten slotte een B.D. in 1549.
Tevens werd hij in 1542 verkozen tot "kameraad van Queens" en later ook tot "Student van de Kerk van Christus".
Gilpin was aanvankelijk een aanhanger van de conservatieve strekking en verdedigde vaak de doctrines van de kerk tegen John Hooper. Later, door een openbare aanvechting met Pietro Martire Vermigli, werd zijn vertrouwen in het conservatisme enigszins door elkaar geschud. In 1552 predikte hij over heiligschennis vóór koning Eduard VI. De preek, die na publicatie behoorlijk ontvangen werd, vertoont het idealisme dat hij aan het administratieve bureau had gevormd. Omstreeks dezelfde periode werd hij voorgesteld aan de pastorie van Norton, in het bisdom Durham. Hier verkreeg hij een vergunning, uitgereikt door William Cecil, als algemene prediker in het hele koninkrijk zolang de koning leefde.

### Vervolging
Na de beëdiging van de Rooms-katholieke Maria I van Engeland (Bloody Mary) vertrok hij op theologisch onderzoek naar Leuven, Antwerpen en Parijs. Uit deze periode (1554) stamt een brief waaruit we een glimp krijgen van de stille student die zich verheugd in de bibliotheek van het klooster van Minorites. Na zijn terugkeer naar Engeland aan het einde van de regeerperiode van Maria I, werd hij ondervraagd door zijn moeders oom, Cuthbert Tunstall, bisschop van Durham.
Zijn aanvallen op de (administratieve) ondeugden van zijn tijd wekten vijandigheden tegen hem op, en hij werd formeel aangeklaagd. Hij moest verschijnen voor bisschop Tunstall en werd beschuldigd op basis van dertien artikelen. De bisschop verwierp echter niet enkel de aanklacht, maar stuurde hem bovendien ook nog naar Houghton-le-Lente nabij Sunderland. Hier werd hij in 1557 rector van de "St-Michael and All Angels"-kerk. Ook toen de beschuldigingen een tweede maal naar voren werden gebracht, beschermde Cuthbert Tunstall hem opnieuw.
Hierop besloten zijn opponenten hun klacht voor te leggen aan de bisschop van Londen, Edmund Bonner. Gilpins vrees werd werkelijkheid, en Edmund Bonner stelde een koninklijke waarborg in. Bernard Gilpin bereidde zich voor op het martelaarschap en gaf zijn huisbeheerder de opdracht hem van een lang kledingstuk te voorzien zodat hij goed zou voorkomen op de brandstapel in Londen. Op weg daarheen brak hij echter zijn been, en alzo werd zijn aankomst daar vertraagd. Kort daarop werd het nieuws bekend dat koningin Maria I dood was, wat hem bevrijdde van verder gevaar. Hij keerde meteen naar Houghton-le-Lente terug, en daar bleef hij tot zijn dood op 4 maart 1583 werken. Toen de Rooms-katholieke bisschoppen in ongenade vielen bij de nieuwe protestantse koningin Elisabeth I, werd hem de zetel van Carlisle aangeboden. Hij weigerde deze echter, net als het provoostschap van Queen's University dat hem in 1560 werd aangeboden.
Hij was erg populair bij de inwoners van Houghton-le-Spring. Zo liet hij elke zondag tafels opzetten en een os roosteren voor de armen van de stad. Daarom werd hij ook vaak "Father of the poor" genoemd.

## Citaten
"I hate to see things done by halves. If it be right, do it boldly, -if it be wrong leave it undone."
- Gemeinsame Normdatei: 143849433
- International Standard Name Identifier: 0000 0001 1667 4307
- Library of Congress Control Number: n85250715
- SNAC: w6478xk9
- Système universitaire de documentation: 194668789
- Virtual International Authority File: 70378530
- WorldCat: E39PBJhmKj6ggRBhxy3c8Gbcfq